# Thorsager Kirke
Thorsager Kirke ligger 13 km Ø for Hornslet i Thorsager Sogn, Øster Lisbjerg Herred i det tidligere Randers Amt.
Kirken er Jyllands eneste rundkirke. Den ligger på en stejl bakke og dominerer helt landsbyen Thorsager. Derfor ligger den også lidt indeklemt, så det har været nødvendigt at anlægge en assistenskirkegård i byens udkant N for Vestergade.

## Den ældste historie
Byens navn vidner om, at stedet sandsynligvis også havde en religiøs betydning før kristendommens indførelse. Der er under kirkegulvet konstateret spor efter hvad der sandsynligvis har været en trækirke. I vikingetiden kan man have betragtet den høje kirkebakke som et helligbjerg. Måske i 900- eller 1000-tallet opførtes en kirke på stedet. Fra denne bygning stammer måske den romanske døbefont.

## Rundkirken bygges
Thorsager Rundkirke er den yngste af de syv bevarede danske rundkirker. Den menes opført omkring år 1200 i romansk stil med munkesten. Rundskibet med centraltårnet og koret med apsis er oprindelige. Rundhuset, der indvendigt måler 12,6 meter, er overhvælvet med små ribbeløse krydshvælvinger. Fire svære søjler i teglsten bærer centraltårnet. De har rigt profilerede sokler og trapezkapitæler. Via en indvendig vindeltrappe i rundhuset er der adgang til et stort lavloftet rum over hvælvingerne, hvor der findes flere skydehulslignende lysåbninger. I senmiddelalderen tilføjedes våbenhuset samt et tårn på vestsiden.

## Inventar

### Alteret
Alterbordet er opført i 1952 i munkesten med kors-relieffer. Alterprydelsen er et sengotisk krucifiks fra 1400-tallet og bærer indskriften: ”I mig skal I have fred”. Alterstagerne er fra 1600-tallet. Kirkens bibel er udgivet af kong Christian VI i 1740. Alterkalken er fra 1878, disken fra 1849 og oblatæsken fra 1965. Over alterbordet er der i korets østvindue indsat en glasmosaikrude fra 1955, udført af kunstneren Harald Borre med motivet ”Krist stod op af døde påskemorgenrøde”.

### Døbefonten
Kirkens døbefont er det ældste bevarede inventar. Den er fra den romanske tid, men meget simpel både i størrelse og dekorationer. Det tilhørende dåbsfad er fra 1700-tallet, dåbskanden fra 1965.

## Hvem byggede kirken?
Thorsager Kirke er i type beslægtet med den sjællandske Bjernede Kirke, der ligesom Horne Kirke på Fyn er bygget efter samme grundplan som en rundkirke i Schlamersdorf i Wagrien. Kirkens bygherre kendes ikke med sikkerhed. Kong Valdemar Sejr ejede i 1231 "Torsager med sit tilliggende, 100 mark guld". Men byggeriet kan også være foranlediget af biskop Peder Vognsen, der kendte til Bjernede og Pedersborg rundkirker. Han voksede selv op på Pedersborg, som var opført af hans morfar, hærføreren Peder Torstensen.

## Restaureringer

### 1877-78
Kirken trængte efterhånden til en renovering, som blev gennemført i årene 1877-78 ved bygningsinspektør Walther. På den tid hyldede man stadig princippet om, at restaureringer skulle bringe gamle bygninger tilbage til det oprindelige udseende uden hensyn til værdien af senere tiders tilføjelser. Walther gik hårdt til værks. I de gamle ydermure var munkestenene noget medtagede af århundreders hvidtekalk, sætningsrevner og forvitring. De blev hugget ud i 1-2 stens dybde og erstattet af moderne maskinstrøgne sten. Det morsomme kirketårn på vestsiden fik sin overdel fjernet, så det fik samme højde som koret. I det indre blev alle væggene pudset med glat cementpuds og bemalet med kalkdekorationer. Resultatet var måske nok en kirke, der mere lignede den oprindelige, men den hårde medfart berøvede kirken meget af dens autenticitet.

### 1950-52
Denne restaurering omgjorde i høj grad Walthers forandringer i det indre. Cementpuds og dekorationer blev banket ned, så de gamle munkesten igen var synlige. Væggene blev kalket hvide. Kirken fik nyt alterbord, ny prædikestol og nyt gulv. Kirkebænkene blev kasseret til fordel for løse kirkestole.

### 2004
Den murede prædikestol fra forrige restaurering blev fjernet og erstattet af en flytbar prædikepult skabt af den lokale billedhugger Birger Holmgaard Johansen. Orgelet fra 1909 blev udskiftet og kirkerummet nykalket.
- Det indre af Thorsager Kirke, 1901
- Thorsager Kirke set udefra
- Thorsager Kirkes indre - kig til alter
- Thorsager Kirkes indre - kig til orgel